# Geoffrey Hosking
Geoffrey Hosking (ur. 28 kwietnia 1942) – brytyjski historyk, sowietolog. 

## Życiorys
Absolwent King’s College w Cambridge, doktorat tamże. W latach 1966–1984 wykładowca w University of Essex, w okresie 1984-2007 zatrudniony w School of Slavonic and East European Studies. Członek British Academy, Royal Historical Society, kawaler Orderu Imperium Brytyjskiego. Zajmuje się dwudziestowieczną historią Rosji i ZSRR i polityką narodowościową dawnej Rosji carskiej. 

## Wybrane publikacje
- The Russian Constitutional Experiment - Government and the Duma 1907-1914 (1973)
- Beyond Socialist Realism: Soviet Fiction since Ivan Denisovich (1980)
- A History of the Soviet Union (1985)
- The Awakening of the Soviet Union (1991)
- The First Socialist Society: A History of the Soviet Union from Within (1992, Second Enlarged Edition of A History of the Soviet Union)
- Russia: People and Empire, 1552-1917 (1998) Harvard University Press ISBN 0-674-78119-8
- Russia and the Russians (2001)
- Rulers and Victims - The Russians in the Soviet Union (2005)
- Trust: Money, Markets and Society (2010)
- A History of the USSR: 1917-1991 (1992)